# 이리팔봉초등학교
이리팔봉초등학교는 대한민국 전북특별자치도 익산시 팔봉동에 있는 공립 초등학교이다.

## 학교 연혁
- 1921년 5월 1일 팔봉공립보통학교(4년제) 개교
- 1936년 4월 1일 6년제로 개편
- 1938년 4월 1일 팔봉공립심상소학교로 개칭
- 1941년 4월 1일 팔봉공립국민학교로 개칭
- 1981년 3월 10일 병설유치원 개원
- 1981년 5월 1일 개교 60주년 행사
- 1983년 2월 15일 이리팔봉국민학교로 개칭(이리시 편입)
- 1996년 3월 1일 이리팔봉초등학교로 개칭
- 2008년 3월 1일 제21대 이재식 교장 부임
- 2009년 1월 30일 병설유치원 1학급 증설인가
- 2019년 2월 1일 제95회 졸업 60명(졸업생 누계 9,305명)
- 2019년 3월 1일 제24대 문희자 교장 부임
- 2020년 2월 7일 제96회 졸업 70명(졸업생 누계 9,375명)

## 참고 자료
- 이리팔봉초등학교 - 한국교육학술정보원 학교알리미